# Dryopteris ferruginea
Dryopteris ferruginea är en träjonväxtart som först beskrevs av Moore och Bak., och fick sitt nu gällande namn av O. Kze. Dryopteris ferruginea ingår i släktet Dryopteris och familjen Dryopteridaceae. Inga underarter finns listade.